# ساختمان ۳۸۳ خیابان مدیسون
، نیویورک
ساختمان ۳۸۳ خیابان مدیسون (به انگلیسی: ۳۸۳ Madison Avenue) یک آسمان‌خراش ۲۳۰ متری (۷۵۵ فوت) و ۴۳ طبقه‌ای با کاربری اداری در محله منهتن در شهر نیویورک در ایالات متحده آمریکا است. این ساختمان در خیابان مدیسون بین خیابان‌های چهل‌وششم و چهل‌وهفتم قرار دارد و مالک آن جی‌پی مورگان چیس می‌باشد. ۳۸۳ خیابان مدیسون توسط دیوید چایلدز از شرکت اسکیدمور، اوینگز و مریل طراحی شده است. کار ساخت این ساختمان در سال ۲۰۰۱ میلادی اتمام یافت و در سال ۲۰۰۲ بازگشایی شد که به گفته برخی گزارش‌ها در آن موقع ۸۸ امین ساختمان بلند جهان بود. نام قبلی این ساختمان بیر استیرنس بوده است.
معماران این بنا شرکت اسکیدمور، اوینگز و مریل هستند.

## نگارخانه

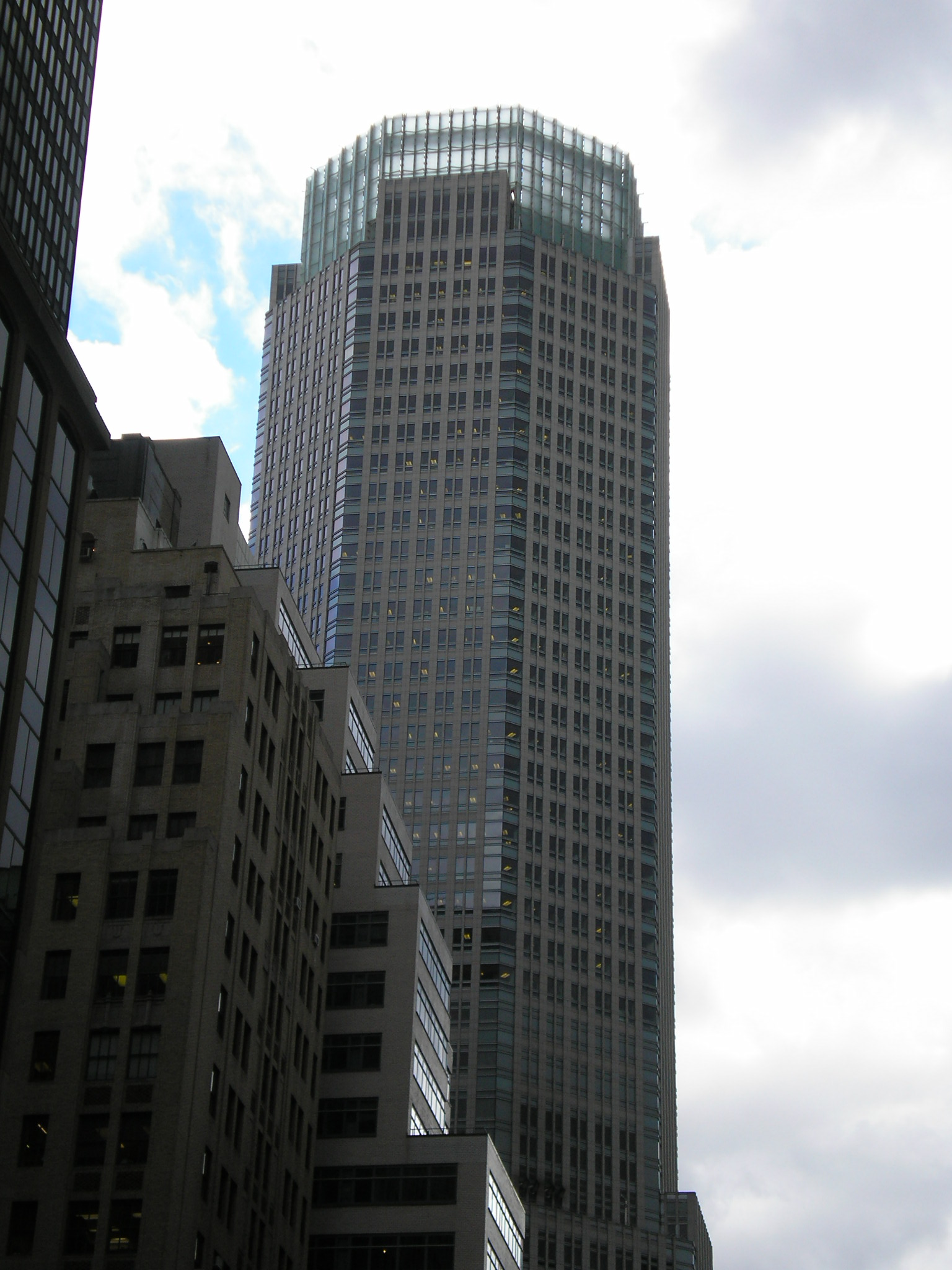